# Sessho i Kampaku
Al Japó, Sesshō (摂政) era un regent que va ser nomenat per actuar en nom d'un nen emperador abans de la seva majoria d'edat o d'una emperadriu regnant. El Kampaku (関白) era teòricament una mena de conseller principal de l'emperador, però a la pràctica era el títol tant de primer secretari com de regent que ajudava un emperador adult. Els deures del Sesshō i Kampaku eren transmetre a l'Emperador les polítiques formulades pel Sadaijin (左大臣, Ministre d'Esquerra) i altres alts funcionaris del Daijō-kan (太政官, Consell d'Estat), i transmetre'ls les decisions de l'Emperador. Com a regents de l'Emperador, els Sesshō i Kampaku de vegades prenien decisions en nom de l'Emperador, però les seves posicions no estaven definides per llei i no tenien autoritat política específica. Els dos títols eren coneguts col·lectivament com a sekkan (摂関), i les famílies que tenien exclusivament els títols eren anomenades sekkan-ke (família sekkan).
Durant el període Heian (794–1185), a partir de mitjans del segle IX, el clan Fujiwara va començar a casar les seves filles amb l'emperador i assumir les posicions de Sesshō i Kampaku, excloent així altres clans del centre polític i augmentant el seu poder polític. A partir del segle X, el clan Fujiwara va monopolitzar els Sesshō i Kampaku, i a finals del segle X, cap a l'època de Fujiwara no Michinaga i Fujiwara no Yorimichi, el poder del clan Fujiwara va arribar al seu zenit. A mitjans del segle XI, l'emperador Go-Sanjo va dirigir el seu propi govern, i el següent emperador, Shirakawa, va abdicar per convertir-se en emperador del claustre, començant el govern del claustre. A partir d'aleshores, el govern claustral de l'emperador de clausura va arrelar, i el règim de facto de Fujiwara, que utilitzava les posicions de Sesshō i Kampaku, va acabar, i els Sesshō i Kampaku van perdre el seu poder polític real i es van convertir en simples noms.
Durant el període Kamakura (1185–1333), quan la classe guerrera va prendre el poder i es va establir el shogunat Kamakura, els Fujiwara es van dividir en cinc cases regents (五摂家, Go-sekke): les famílies Konoe, Kujō, Nijō, Ichijō i Takatsukasa. A partir de llavors, aquestes cinc famílies van servir com a Sesshō i Kampaku de manera rotativa.
Toyotomi Hideyoshi va ser la primera persona de la història que es va convertir en un Kampaku que no era noble de naixement; el seu nebot Toyotomi Hidetsugu també es va convertir en Kampaku. Hideyoshi va obtenir aquest títol, la posició més alta de l'aristocràcia, en ser adoptat a la família Konoe i esdevenir formalment aristòcrata. Un Kampaku retirat es deia Taikō (太閤), que va arribar a referir-se comunament a Toyotomi Hideyoshi.
Tant el sesshō com el kampaku van ser designats com denka o tenga (殿下) en la pronunciació històrica; traduït com "Altesa (Imperial)", igual que els prínceps i les princeses imperials.

## Història
En èpoques anteriors, només els membres de la Família Imperial podien ser nomenats sesshō. El Kojiki informa que l'emperador Ōjin va ser assistit per la seva mare, l'emperadriu Jingū, però és dubtós que sigui un fet històric. El primer sesshō històric va ser el príncep Shōtoku, que va ajudar l'emperadriu Suiko.
El clan Fujiwara era el principal titular dels títols de Kampaku i Sesshō. Més precisament, aquests títols els tenien la Fujiwara Hokke (família Fujiwara del nord) i els seus descendents, als quals pertanyia Fujiwara no Yoshifusa.
El 858, Fujiwara no Yoshifusa es va convertir en sesshō. Va ser el primer sesshō a no ser membre de la casa imperial. L'any 887, Fujiwara no Mototsune, el nebot i fill adoptiu de Yoshifusa, va ser nomenat a l'oficina recentment creada de Kampaku.
Al segle XII, hi havia cinc famílies entre els descendents de Yorimichi anomenades sekke: la família Konoe, la família Kujō, la família Ichijō, la família Takatsukasa i la família Nijō. Tant les famílies Konoe com les Kujō eren descendents de Fujiwara no Yorimichi, passant per Fujiwara no Tadamichi. Les altres tres famílies derivaven de les famílies Konoe o Kujō. Fins a la Restauració Meiji de 1868, aquestes cinc famílies tenien aquests títols exclusivament amb les dues excepcions de Toyotomi Hideyoshi i el seu nebot Toyotomi Hidetsugu.
Els càrrecs i títols de sesshō i kampaku van ser abolits per la declaració de la Restauració Imperial el 1868 durant la Restauració Meiji per tal de reorganitzar l'estructura de govern. L'ofici i el títol de sesshō es van estipular sota l'antiga Llei de la Casa Imperial el 1889 i també sota la nova Llei de la Casa Imperial el 1948. Segons aquestes lleis, el titular de sesshō està restringit a un membre de la família imperial japonesa. El príncep hereu Hirohito, abans de convertir-se en l'emperador Shōwa, va ser sesshō de 1921 a 1926 per a l'emperador Taishō, discapacitat mental. Es deia sesshō-no-miya (摂政宮, "el príncep-regent").
L'àrea de Taikō a Nagoya rep el nom del títol, tot i que fa referència a Toyotomi Hideyoshi. El carrer principal és Taikō-dōri, que és servit per l'estació de metro de Taiko-dori.

## Llista
La següent és una llista de sesshō i kampaku en ordre de successió. La llista no és exhaustiva:
| Retrat                  | Nom                                           | Regent títol | Tinença                | Monarca              |                                               |
| ----------------------- | --------------------------------------------- | ------------ | ---------------------- | -------------------- | --------------------------------------------- |
|                         | Shotoku Taishi (574–622)                      | Sesshō       | 593–622                | Empress Suiko        |                                               |
|                         | Emperador Tenji, Príncep Naka no Ōe (626–672) | Sesshō       | 655–661                | Empress Saimei       |                                               |
|                         | Prince Kusakabe (662–689)                     | Sesshō       | 681–686                | Emperor Tenmu        |                                               |
|                         | Fujiwara no Yoshifusa (804–872)               | Sesshō       | 858–872                | Emperor Seiwa        |                                               |
|                         | Fujiwara no Mototsune (836–891)               | Sesshō       | 872–880                | Emperor Seiwa        |                                               |
| Emperor Yōzei           | Fujiwara no Mototsune (836–891)               | Sesshō       | 872–880                |                      |                                               |
| Kampaku                 | Fujiwara no Mototsune (836–891)               | 887–890      |                        |                      |                                               |
| Kampaku                 | Fujiwara no Mototsune (836–891)               | 887–890      | Emperor Kōkō           |                      |                                               |
| Kampaku                 | Fujiwara no Mototsune (836–891)               | 887–890      | Emperor Uda            |                      |                                               |
|                         | Fujiwara no Tokihira (871–909)                | Sesshō       | 909                    | Emperor Daigo        |                                               |
|                         | Fujiwara no Tadahira (880–949)                | Sesshō       | 930–941                | Emperor Suzaku       |                                               |
| Kampaku                 | Fujiwara no Tadahira (880–949)                | 941–949      |                        | Emperor Suzaku       |                                               |
| Kampaku                 | Fujiwara no Tadahira (880–949)                | 941–949      | Emperor Murakami       |                      |                                               |
|                         | Fujiwara no Saneyori (900–970)                | Kampaku      | 967–969                | Emperor Reizei       |                                               |
| Sesshō                  | Fujiwara no Saneyori (900–970)                | 969–970      | Emperor En'yū          |                      |                                               |
|                         | Fujiwara no Koretada (924–972)                | Sesshō       | Emperor En'yū          | 970–972              |                                               |
|                         | Fujiwara no Kanemichi (925–977)               | Kampaku      | Emperor En'yū          | 972–977              |                                               |
|                         | Fujiwara no Yoritada (924–989)                | Kampaku      | Emperor En'yū          | 977–986              |                                               |
| Emperor Kazan           | Fujiwara no Yoritada (924–989)                | Kampaku      |                        | 977–986              |                                               |
|                         | Fujiwara no Kaneie (929–990)                  | Sesshō       | 986–990                | Emperor Ichijō       |                                               |
| Kampaku                 | Fujiwara no Kaneie (929–990)                  | 990          |                        | Emperor Ichijō       |                                               |
|                         | Fujiwara no Michitaka (953–995)               | Kampaku      | 990                    | Emperor Ichijō       |                                               |
| Sesshō                  | Fujiwara no Michitaka (953–995)               | 990–993      |                        | Emperor Ichijō       |                                               |
| Kampaku                 | Fujiwara no Michitaka (953–995)               | 993–995      |                        | Emperor Ichijō       |                                               |
|                         | Fujiwara no Michikane (961–995)               | Kampaku      | 995                    | Emperor Ichijō       |                                               |
|                         | Fujiwara no Michinaga (966–1028)              | Sesshō       | 1016–1017              | Emperor Go-Ichijō    |                                               |
|                         | Fujiwara no Yorimichi (992–1071)              | Sesshō       | 1017–1019              | Emperor Go-Ichijō    |                                               |
| Kampaku                 | Fujiwara no Yorimichi (992–1071)              | 1020–1068    |                        | Emperor Go-Ichijō    |                                               |
| Kampaku                 | Fujiwara no Yorimichi (992–1071)              | 1020–1068    | Emperor Go-Suzaku      |                      |                                               |
| Kampaku                 | Fujiwara no Yorimichi (992–1071)              | 1020–1068    | Emperor Go-Reizei      |                      |                                               |
|                         | Fujiwara no Norimichi (996–1075)              | Kampaku      | 1068–1075              | Emperor Go-Sanjō     |                                               |
| Emperor Shirakawa       | Fujiwara no Norimichi (996–1075)              | Kampaku      | 1068–1075              |                      |                                               |
|                         | Fujiwara no Morozane (1042–1101)              | Kampaku      | 1075–1086              |                      |                                               |
| Sesshō                  | Fujiwara no Morozane (1042–1101)              | 1086–1090    | Emperor Horikawa       |                      |                                               |
| Kampaku                 | Fujiwara no Morozane (1042–1101)              | 1090–1094    | Emperor Horikawa       |                      |                                               |
|                         | Fujiwara no Moromichi (1062–1099)             | Kampaku      | Emperor Horikawa       | 1094–1099            |                                               |
|                         | Fujiwara no Tadazane (1078–1162)              | Kampaku      | Emperor Horikawa       | 1105–1107            |                                               |
| Sesshō                  | Fujiwara no Tadazane (1078–1162)              | 1107–1113    | Emperor Toba           |                      |                                               |
| Kampaku                 | Fujiwara no Tadazane (1078–1162)              | 1113–1121    | Emperor Toba           |                      |                                               |
|                         | Fujiwara no Tadamichi (1097–1164)             | Kampaku      | Emperor Toba           | 1121–1123            |                                               |
| Sesshō                  | Fujiwara no Tadamichi (1097–1164)             | 1123–1129    | Emperor Sutoku         |                      |                                               |
| Kampaku                 | Fujiwara no Tadamichi (1097–1164)             | 1129–1141    | Emperor Sutoku         |                      |                                               |
| Sesshō                  | Fujiwara no Tadamichi (1097–1164)             | 1141–1150    | Emperor Konoe          |                      |                                               |
| Kampaku                 | Fujiwara no Tadamichi (1097–1164)             | 1150–1158    | Emperor Konoe          |                      |                                               |
| Kampaku                 | Fujiwara no Tadamichi (1097–1164)             | 1150–1158    | Emperor Go-Shirakawa   |                      |                                               |
|                         | Konoe Motozane (1143–1166)                    | Kampaku      | 1158–1165              | Emperor Nijō         |                                               |
| Sesshō                  | Konoe Motozane (1143–1166)                    | 1165–1166    | Emperor Rokujō         |                      |                                               |
|                         | Fujiwara no Motofusa (1144–1230)              | Sesshō       | Emperor Rokujō         | 1166–1172            |                                               |
| Emperor Takakura        | Fujiwara no Motofusa (1144–1230)              | Sesshō       |                        | 1166–1172            |                                               |
| Kampaku                 | Fujiwara no Motofusa (1144–1230)              | 1172–1179    |                        |                      |                                               |
|                         | Konoe Motomichi (1160–1233)                   | Kampaku      | 1179–1180              |                      |                                               |
| Sesshō                  | Konoe Motomichi (1160–1233)                   | 1180–1183    | Emperor Antoku         |                      |                                               |
|                         | Matsudono Moroie (1172–1238)                  | Sesshō       | Emperor Antoku         | 1183–1184            |                                               |
|                         | Konoe Motomichi (1160–1233)                   | Sesshō       | Emperor Antoku         | 1184–1186            |                                               |
| Emperor Go-Toba         | Konoe Motomichi (1160–1233)                   | Sesshō       |                        | 1184–1186            |                                               |
|                         | Kujō no Kanezane (1149–1207)                  | Sesshō       | 1186–1191              |                      |                                               |
| Kampaku                 | Kujō no Kanezane (1149–1207)                  | 1191–1196    |                        |                      |                                               |
|                         | Konoe Motomichi (1160–1233)                   | Kampaku      | 1196–1198              | Emperor Tsuchimikado |                                               |
| Sesshō                  | Konoe Motomichi (1160–1233)                   | 1198–1202    |                        | Emperor Tsuchimikado |                                               |
|                         | Kujō Yoshitsune (574–622)                     | Sesshō       | 1202–1206              | Emperor Tsuchimikado |                                               |
|                         | (1179–1243)                                   | Sesshō       | 1206                   | Emperor Tsuchimikado | Emperor ''Kampaku'' Príncep Imperial Morinari |
|                         | Príncep Imperial Morinari (1197–1242)         | Sesshō       | Emperor Juntoku        | Emperor Tsuchimikado |                                               |
|                         | Kujō Michiie (1193–1252)                      | Sesshō       | 1221                   | Emperor Chūkyō       |                                               |
|                         | Konoe Iezane (1179–1243)                      | Sesshō       | 1221–1223              | Emperor Go-Horikawa  |                                               |
| Kampaku                 | Konoe Iezane (1179–1243)                      | 1223–1228    |                        | Emperor Go-Horikawa  |                                               |
|                         | Kujō Michiie (1193–1252)                      | Kampaku      | 1228–1231              | Emperor Go-Horikawa  |                                               |
|                         | Kujō Norizane (1210–1235)                     | Sesshō       | 1231–1235              | Emperor Go-Horikawa  |                                               |
| Emperor Shijō           | Kujō Norizane (1210–1235)                     | Sesshō       | 1231–1235              |                      |                                               |
|                         | Kujō Michiie (1193–1252)                      | Sesshō       | 1235–1237              |                      |                                               |
|                         | Konoe Kanetsune (1210–1259)                   | Sesshō       | 1237–1242              |                      |                                               |
| Kampaku                 | Konoe Kanetsune (1210–1259)                   | 1242         | Emperor Go-Saga        |                      |                                               |
|                         | Nijō Yoshizane (1216–1273)                    | Kampaku      | Emperor Go-Saga        | 1242–1246            |                                               |
|                         | Ichijō Sanetsune (1223–1284)                  | Kampaku      | Emperor Go-Saga        | 1246                 |                                               |
| Sesshō                  | Ichijō Sanetsune (1223–1284)                  | 1246–1247    | Emperor Go-Fukakusa    |                      |                                               |
|                         | Konoe Kanetsune (1210–1259)                   | Sesshō       | Emperor Go-Fukakusa    | 1247–1252            |                                               |
|                         | Takatsukasa Kanehira (1228–1294)              | Sesshō       | Emperor Go-Fukakusa    | 1252–1254            |                                               |
| Kampaku                 | Takatsukasa Kanehira (1228–1294)              | 1254–1261    | Emperor Go-Fukakusa    |                      |                                               |
| Kampaku                 | Takatsukasa Kanehira (1228–1294)              | 1254–1261    | Emperor Kameyama       |                      |                                               |
|                         | Nijō Yoshizane (1216–1273)                    | Kampaku      | 1261–1265              |                      |                                               |
|                         | Ichijō Sanetsune (1223–1284)                  | Kampaku      | 1265–1267              |                      |                                               |
|                         | Konoe Motohira (1246–1268)                    | Kampaku      | 1267–1268              |                      |                                               |
|                         | Takatsukasa Mototada (1247–1313)              | Kampaku      | 1268–1273              |                      |                                               |
|                         | Kujō Tadaie (1229–1275)                       | Kampaku      | 1273–1274              |                      |                                               |
| Sesshō                  | Kujō Tadaie (1229–1275)                       | 1274         | Emperor Go-Uda         |                      |                                               |
|                         | Ichijō Ietsune (1248–1293)                    | Sesshō       | Emperor Go-Uda         | 1274–1275            |                                               |
|                         | Takatsukasa Kanehira (1228–1294)              | Sesshō       | Emperor Go-Uda         | 1275–1278            |                                               |
| Kampaku                 | Takatsukasa Kanehira (1228–1294)              | 1278–1287    | Emperor Go-Uda         |                      |                                               |
|                         | Nijō Morotada (1254–1341)                     | Kampaku      | Emperor Go-Uda         | 1287–1289            |                                               |
| Emperor Fushimi         | Nijō Morotada (1254–1341)                     | Kampaku      |                        | 1287–1289            |                                               |
|                         | Konoe Iemoto (1261–1296)                      | Kampaku      | 1289–1291              |                      |                                               |
|                         | Kujō Tadanori (1248–1332)                     | Kampaku      | 1291–1293              |                      |                                               |
|                         | Konoe Iemoto (1261–1296)                      | Kampaku      | 1293–1296              |                      |                                               |
|                         | Takatsukasa Kanetada (1262–1301)              | Kampaku      | 1296–1298              |                      |                                               |
| Sesshō                  | Takatsukasa Kanetada (1262–1301)              | 1298         | Emperor Go-Fushimi     |                      |                                               |
|                         | Nijō Kanemoto (1268–1334)                     | Sesshō       | Emperor Go-Fushimi     | 1298–1300            |                                               |
| Kampaku                 | Nijō Kanemoto (1268–1334)                     | 1300–1305    | Emperor Go-Fushimi     |                      |                                               |
| Kampaku                 | Nijō Kanemoto (1268–1334)                     | 1300–1305    | Emperor Go-Nijō        |                      |                                               |
|                         | Kujō Moronori (1273–1320)                     | Kampaku      | 1305–1308              |                      |                                               |
| Sesshō                  | Kujō Moronori (1273–1320)                     | 1308         | Emperor Hanazono       |                      |                                               |
|                         | Takatsukasa Fuyuhira (1275–1327)              | Sesshō       | Emperor Hanazono       | 1308–1311            |                                               |
| Kampaku                 | Takatsukasa Fuyuhira (1275–1327)              | 1311–1313    | Emperor Hanazono       |                      |                                               |
|                         | Konoe Iehira (1282–1324)                      | Kampaku      | Emperor Hanazono       | 1313–1315            |                                               |
|                         | Takatsukasa Fuyuhira (1275–1327)              | Kampaku      | Emperor Hanazono       | 1315–1316            |                                               |
|                         | Nijō Michihira (1288–1335)                    | Kampaku      | Emperor Hanazono       | 1316–1318            |                                               |
| Emperor Go-Daigo        | Nijō Michihira (1288–1335)                    | Kampaku      |                        | 1316–1318            |                                               |
|                         | Ichijō Uchitsune (1291–1325)                  | Kampaku      | 1318–1323              |                      |                                               |
|                         | Kujō Fusazane (1290–1327)                     | Kampaku      | 1323–1324              |                      |                                               |
|                         | Takatsukasa Fuyuhira (1275–1327)              | Kampaku      | 1324–1327              |                      |                                               |
|                         | Nijō Michihira (1288–1335)                    | Kampaku      | 1327–1330              |                      |                                               |
|                         | Konoe Tsunetada (1302–1352)                   | Kampaku      | 1330                   |                      |                                               |
|                         | Takatsukasa Fuyunori (1295–1337)              | Kampaku      | 1330–1333              |                      |                                               |
| Emperor Kōgon           | Takatsukasa Fuyunori (1295–1337)              | Kampaku      | 1330–1333              |                      |                                               |
|                         | Konoe Tsunetada (1302–1352)                   | Kampaku      | 1336–1337              | Emperor Kōmyō        |                                               |
|                         | Konoe Mototsugu (1305–1354)                   | Kampaku      | 1337–1338              | Emperor Kōmyō        |                                               |
|                         | Ichijō Tsunemichi (1317–1365)                 | Kampaku      | 1338–1342              | Emperor Kōmyō        |                                               |
|                         | Kujō Michinori (1315–1349)                    | Kampaku      | 1342                   | Emperor Kōmyō        |                                               |
|                         | Takatsukasa Morohira (1310–1353)              | Kampaku      | 1342–1346              | Emperor Kōmyō        |                                               |
|                         | Nijō Yoshimoto (1320–1388)                    | Kampaku      | 1346–1358              | Emperor Kōmyō        |                                               |
| Emperor Sukō            | Nijō Yoshimoto (1320–1388)                    | Kampaku      | 1346–1358              |                      |                                               |
| Emperor Go-Kōgon        | Nijō Yoshimoto (1320–1388)                    | Kampaku      | 1346–1358              |                      |                                               |
|                         | Kujō Tsunenori (1331–1400)                    | Kampaku      | 1358–1361              |                      |                                               |
|                         | Konoe Michitsugu (1333–1387)                  | Kampaku      | 1361–1363              |                      |                                               |
|                         | Nijō Yoshimoto (1320–1388)                    | Kampaku      | 1363–1367              |                      |                                               |
|                         | Takatsukasa Fuyumichi (1330–1386)             | Kampaku      | 1367–1369              |                      |                                               |
|                         | Nijō Moroyoshi (1345–1382)                    | Kampaku      | 1369–1375              |                      |                                               |
| Emperor Go-En'yū        | Nijō Moroyoshi (1345–1382)                    | Kampaku      | 1369–1375              |                      |                                               |
|                         | Kujō Tadamoto (1345–1397)                     | Kampaku      | 1375–1379              |                      |                                               |
|                         | Nijō Morotsugu (1356–1400)                    | Kampaku      | 1379–1382              |                      |                                               |
|                         | Nijō Yoshimoto (1320–1388)                    | Sesshō       | 1382–1388              | Emperor Go-Komatsu   |                                               |
|                         | Konoe Kanetsugu (1360–1388)                   | Sesshō       | 1388                   | Emperor Go-Komatsu   |                                               |
|                         | Nijō Yoshimoto (1320–1388)                    | Sesshō       | 1388                   | Emperor Go-Komatsu   |                                               |
| Kampaku                 | Nijō Yoshimoto (1320–1388)                    | 1388         |                        | Emperor Go-Komatsu   |                                               |
|                         | Nijō Morotsugu (1356–1400)                    | Kampaku      | 1388–1394              | Emperor Go-Komatsu   |                                               |
|                         | Ichijō Tsunetsugu (1358–1418)                 | Kampaku      | 1394–1398              | Emperor Go-Komatsu   |                                               |
|                         | Nijō Morotsugu (1356–1400)                    | Kampaku      | 1398–1399              | Emperor Go-Komatsu   |                                               |
|                         | Ichijō Tsunetsugu (1358–1418)                 | Kampaku      | 1399–1408              | Emperor Go-Komatsu   |                                               |
|                         | Konoe Tadatsugu (1383–1454)                   | Kampaku      | 1408–1409              | Emperor Go-Komatsu   |                                               |
|                         | Nijō Mitsumoto (1383–1410)                    | Kampaku      | 1409–1410              | Emperor Go-Komatsu   |                                               |
|                         | Ichijō Tsunetsugu (1358–1418)                 | Kampaku      | 1410–1418              | Emperor Go-Komatsu   |                                               |
| Emperor Shōkō           | Ichijō Tsunetsugu (1358–1418)                 | Kampaku      | 1410–1418              |                      |                                               |
|                         | Kujō Mitsuie (1394–1449)                      | Kampaku      | 1418–1424              |                      |                                               |
|                         | Nijō Mochimoto (1390–1445)                    | Kampaku      | 1424–1428              |                      |                                               |
| Sesshō                  | Nijō Mochimoto (1390–1445)                    | 1428–1432    | Emperor Go-Hanazono    |                      |                                               |
|                         | Ichijō Kaneyoshi (1402–1481)                  | Sesshō       | Emperor Go-Hanazono    | 1432                 |                                               |
|                         | Nijō Mochimoto (1390–1445)                    | Sesshō       | Emperor Go-Hanazono    | 1432–1433            |                                               |
| Kampaku                 | Nijō Mochimoto (1390–1445)                    | 1433–1445    | Emperor Go-Hanazono    |                      |                                               |
|                         | Konoe Fusatsugu (1402–1488)                   | Kampaku      | Emperor Go-Hanazono    | 1445–1447            |                                               |
|                         | Ichijō Kaneyoshi (1402–1481)                  | Kampaku      | Emperor Go-Hanazono    | 1447–1453            |                                               |
|                         | Takatsukasa Fusahira (1408–1472)              | Kampaku      | Emperor Go-Hanazono    | 1454–1455            |                                               |
|                         | Nijō Mochimichi (1416–1493)                   | Kampaku      | Emperor Go-Hanazono    | 1455–1458            |                                               |
|                         | Ichijō Norifusa (1423–1480)                   | Kampaku      | Emperor Go-Hanazono    | 1458–1463            |                                               |
|                         | Nijō Mochimichi (1416–1493)                   | Kampaku      | Emperor Go-Hanazono    | 1463–1467            |                                               |
| Emperor Go-Tsuchimikado | Nijō Mochimichi (1416–1493)                   | Kampaku      |                        | 1463–1467            |                                               |
|                         | Ichijō Kaneyoshi (1402–1481)                  | Kampaku      | 1467–1470              |                      |                                               |
|                         | Nijō Masatsugu (1443–1480)                    | Kampaku      | 1470–1476              |                      |                                               |
|                         | Kujō Masamoto (1445–1516)                     | Kampaku      | 1476–1479              |                      |                                               |
|                         | Konoe Masaie (1445–1505)                      | Kampaku      | 1479–1483              |                      |                                               |
|                         | Takatsukasa Masahira (1445–1517)              | Kampaku      | 1483–1487              |                      |                                               |
|                         | Kujō Masatada (1439–1488)                     | Kampaku      | 1487–1488              |                      |                                               |
|                         | Ichijō Fuyuyoshi (1465–1514)                  | Kampaku      | 1488–1493              |                      |                                               |
|                         | Konoe Hisamichi (1472–1544)                   | Kampaku      | 1493–1497              |                      |                                               |
|                         | Nijō Hisamoto (1471–1497)                     | Kampaku      | 1497                   |                      |                                               |
|                         | Ichijō Fuyuyoshi (1465–1514)                  | Kampaku      | 1497–1501              |                      |                                               |
| Emperor Go-Kashiwabara  | Ichijō Fuyuyoshi (1465–1514)                  | Kampaku      | 1497–1501              |                      |                                               |
|                         | Kujō Hisatsune (1469–1530)                    | Kampaku      | 1501–1513              |                      |                                               |
|                         | Konoe Hisamichi (1472–1544)                   | Kampaku      | 1513–1514              |                      |                                               |
|                         | Takatsukasa Kanesuke (1480–1552)              | Kampaku      | 1514–1518              |                      |                                               |
|                         | Nijō Korefusa (1496–1551)                     | Kampaku      | 1518–1525              |                      |                                               |
|                         | Konoe Taneie (1503–1566)                      | Kampaku      | 1525–1533              |                      |                                               |
| Emperor Go-Nara         | Konoe Taneie (1503–1566)                      | Kampaku      | 1525–1533              |                      |                                               |
|                         | Kujō Tanemichi (1507–1594)                    | Kampaku      | 1533–1534              |                      |                                               |
|                         | Nijō Korefusa (1496–1551)                     | Kampaku      | 1534–1536              |                      |                                               |
|                         | Konoe Taneie (1503–1566)                      | Kampaku      | 1536–1542              |                      |                                               |
|                         | Takatsukasa Tadafuyu (1509–1546)              | Kampaku      | 1542–1545              |                      |                                               |
|                         | Ichijō Fusamichi (1509–1556)                  | Kampaku      | 1545–1548              |                      |                                               |
|                         | Nijō Haruyoshi (1526–1579)                    | Kampaku      | 1548–1553              |                      |                                               |
|                         | Ichijō Kanefuyu (1529–1554)                   | Kampaku      | 1553–1554              |                      |                                               |
|                         | Konoe Sakihisa (1536–1612)                    | Kampaku      | 1554–1568              |                      |                                               |
| Emperor Ōgimachi        | Konoe Sakihisa (1536–1612)                    | Kampaku      | 1554–1568              |                      |                                               |
|                         | Nijō Haruyoshi (1526–1579)                    | Kampaku      | 1568–1578              |                      |                                               |
|                         | Kujō Kanetaka (1553–1636)                     | Kampaku      | 1578–1581              |                      |                                               |
|                         | Ichijō Uchimoto (1548–1611)                   | Kampaku      | 1581–1585              |                      |                                               |
|                         | Nijō Akizane (1556–1619)                      | Kampaku      | 1585                   |                      |                                               |
|                         | Toyotomi Hideyoshi (1538–1598)                | Kampaku      | 1585–1591              |                      |                                               |
| Emperor Go-Yōzei        | Toyotomi Hideyoshi (1538–1598)                | Kampaku      | 1585–1591              |                      |                                               |
|                         | Toyotomi Hidetsugu (1568–1595)                | Kampaku      | 1591–1595              |                      |                                               |
|                         | Kujō Kanetaka (1553–1636)                     | Kampaku      | 1600–1604              |                      |                                               |
|                         | Konoe Nobutada (1565–1614)                    | Kampaku      | 1605–1606              |                      |                                               |
|                         | Takatsukasa Nobufusa (1565–1658)              | Kampaku      | 1606–1608              |                      |                                               |
|                         | Kujō Yukiie (1586–1665)                       | Kampaku      | 1608–1612              |                      |                                               |
| Emperor Go-Mizunoo      | Kujō Yukiie (1586–1665)                       | Kampaku      | 1608–1612              |                      |                                               |
|                         | Takatsukasa Nobuhisa (1590–1621)              | Kampaku      | 1612–1615              |                      |                                               |
|                         | Nijō Akizane (1556–1619)                      | Kampaku      | 1615–1619              |                      |                                               |
|                         | Kujō Yukiie (1586–1665)                       | Kampaku      | 1619–1623              |                      |                                               |
|                         | Konoe Nobuhiro (1599–1649)                    | Kampaku      | 1623–1629              |                      |                                               |
|                         | Ichijō Akiyoshi (1605–1672)                   | Kampaku      | 1629                   |                      |                                               |
| Sesshō                  | Ichijō Akiyoshi (1605–1672)                   | 1629–1635    | Empress Meishō         |                      |                                               |
|                         | Nijō Yasumichi (1607–1666)                    | Sesshō       | Empress Meishō         | 1635–1647            |                                               |
| Emperor Go-Kōmyō        | Nijō Yasumichi (1607–1666)                    | Sesshō       |                        | 1635–1647            |                                               |
|                         | Kujō Michifusa (1609–1647)                    | Sesshō       | 1647                   |                      |                                               |
|                         | Ichijō Akiyoshi (1605–1672)                   | Sesshō       | 1647                   |                      |                                               |
| Kampaku                 | Ichijō Akiyoshi (1605–1672)                   | 1647–1651    |                        |                      |                                               |
|                         | Konoe Hisatsugu (1622–1653)                   | Kampaku      | 1651–1653              |                      |                                               |
|                         | Nijō Mitsuhira (1624–1682)                    | Kampaku      | 1653–1663              |                      |                                               |
| Emperor Go-Sai          | Nijō Mitsuhira (1624–1682)                    | Kampaku      | 1653–1663              |                      |                                               |
| Sesshō                  | Nijō Mitsuhira (1624–1682)                    | 1663–1664    | Emperor Reigen         |                      |                                               |
|                         | Takatsukasa Fusasuke (1637–1700)              | Sesshō       | Emperor Reigen         | 1664–1668            |                                               |
| Kampaku                 | Takatsukasa Fusasuke (1637–1700)              | 1668–1682    | Emperor Reigen         |                      |                                               |
|                         | Ichijō Kaneteru (1652–1705)                   | Kampaku      | Emperor Reigen         | 1682–1687            |                                               |
| Sesshō                  | Ichijō Kaneteru (1652–1705)                   | 1687–1689    | Emperor Higashiyama    |                      |                                               |
| Kampaku                 | Ichijō Kaneteru (1652–1705)                   | 1689–1690    | Emperor Higashiyama    |                      |                                               |
|                         | Konoe Motohiro (1648–1722)                    | Kampaku      | Emperor Higashiyama    | 1690–1703            |                                               |
|                         | Takatsukasa Kanehiro (1659–1725)              | Kampaku      | Emperor Higashiyama    | 1703–1707            |                                               |
|                         | Konoe Iehiro (1667–1736)                      | Kampaku      | Emperor Higashiyama    | 1707–1709            |                                               |
| Sesshō                  | Konoe Iehiro (1667–1736)                      | 1709–1712    | Emperor Nakamikado     |                      |                                               |
|                         | Kujō Sukezane (1669–1729)                     | Sesshō       | Emperor Nakamikado     | 1712–1716            |                                               |
| Kampaku                 | Kujō Sukezane (1669–1729)                     | 1716–1722    | Emperor Nakamikado     |                      |                                               |
|                         | Nijō Tsunahira (1672–1732)                    | Kampaku      | Emperor Nakamikado     | 1722–1726            |                                               |
|                         | Konoe Iehisa (1687–1737)                      | Kampaku      | Emperor Nakamikado     | 1726–1736            |                                               |
| Emperor Sakuramachi     | Konoe Iehisa (1687–1737)                      | Kampaku      |                        | 1726–1736            |                                               |
|                         | Nijō Yoshitada (1689–1737)                    | Kampaku      | 1736–1737              |                      |                                               |
|                         | Ichijō Kaneka (1692–1751)                     | Kampaku      | 1737–1746              |                      |                                               |
|                         | Ichijō Michika (1722–1769)                    | Kampaku      | 1746–1747              |                      |                                               |
| Sesshō                  | Ichijō Michika (1722–1769)                    | 1747–1755    | Emperor Momozono       |                      |                                               |
| Kampaku                 | Ichijō Michika (1722–1769)                    | 1755–1757    | Emperor Momozono       |                      |                                               |
|                         | Konoe Uchisaki (1728–1785)                    | Kampaku      | Emperor Momozono       | 1757–1762            |                                               |
| Sesshō                  | Konoe Uchisaki (1728–1785)                    | 1762–1772    | Empress Go-Sakuramachi |                      |                                               |
| Sesshō                  | Konoe Uchisaki (1728–1785)                    | 1762–1772    | Emperor Go-Momozono    |                      |                                               |
| Kampaku                 | Konoe Uchisaki (1728–1785)                    | 1772–1778    |                        |                      |                                               |
|                         | Kujō Naozane (1717–1787)                      | Kampaku      | 1778–1779              |                      |                                               |
| Sesshō                  | Kujō Naozane (1717–1787)                      | 1779–1785    | Emperor Kōkaku         |                      |                                               |
| Kampaku                 | Kujō Naozane (1717–1787)                      | 1785–1787    | Emperor Kōkaku         |                      |                                               |
|                         | Takatsukasa Sukehira (1738–1819)              | Kampaku      | Emperor Kōkaku         | 1787–1791            |                                               |
|                         | Ichijō Teruyoshi (1756–1795)                  | Kampaku      | Emperor Kōkaku         | 1791–1795            |                                               |
|                         | Takatsukasa Masahiro (1761–1841)              | Kampaku      | Emperor Kōkaku         | 1795–1814            |                                               |
|                         | Ichijō Tadayoshi (1774–1837)                  | Kampaku      | Emperor Kōkaku         | 1814–1823            |                                               |
| Emperor Ninkō           | Ichijō Tadayoshi (1774–1837)                  | Kampaku      |                        | 1814–1823            |                                               |
|                         | Takatsukasa Masamichi (1789–1868)             | Kampaku      | 1823–1856              |                      |                                               |
| Emperor Kōmei           | Takatsukasa Masamichi (1789–1868)             | Kampaku      | 1823–1856              |                      |                                               |
|                         | Kujō Hisatada (1798–1871)                     | Kampaku      | 1856–1862              |                      |                                               |
|                         | Konoe Tadahiro (1808–1898)                    | Kampaku      | 1862–1863              |                      |                                               |
|                         | Takatsukasa Sukehiro (1807–1878)              | Kampaku      | 1863                   |                      |                                               |
|                         | Nijō Nariyuki (1816–1878)                     | Kampaku      | 1863–1866              |                      |                                               |
| Sesshō                  | Nijō Nariyuki (1816–1878)                     | 1867–1868    | Emperor Meiji          |                      |                                               |
|                         | Crown Prince Hirohito (1901–1989)             | Sesshō       | 1921–1926              | Emperor Taishō       |                                               |